# Jeunesse féminine Khroub
Maillots
La Jeunesse féminine Khroub (en arabe : شبيبة الخروب), plus couramment abrégé en JF Khroub, est un club de football algérien féminin basé dans la ville d'El Khroub.
Il évolue en première division du championnat d'Algérie.

## Histoire
Le club remporte son premier trophée majeur en 2020 avec le championnat d'Algérie.
En 2023, elle s'imposent en finale de la Coupe d'Algérie face au CS Constantine (0 à 0, 4 tirs au but à 3).

## Palmarès
| Compétitions nationales | Compétitions de jeunes                                                                                      |
| --- | --- |
| - Championnat d'Algérie (1) : - Championne : 2019-2020 - Deuxième : 2021-2022 et 2022-2023 - Coupe d'Algérie (1) : - Vainqueur : 2022-2023 - Finaliste : 2016-2017 | - Coupe d'Algérie -20 ans (1) : - Vainqueur : 2017-2018 - Coupe d'Algérie -17 ans : - Finaliste : 2017-2018 |